# Zadružna kraška banka Trst Gorica
Zadružna kraška banka Trst Gorica je bančna ustanova slovenske skupnosti v Italiji s sedežem na Opčinah pri Trstu. Posluje pretežno na ozemlju tržaške in goriške pokrajine. Leta 2017 se je združila z Zadružno banko Doberdob in Sovodnje, leto kasneje pa je postala del skupine Cassa Centrale Banca, kar ji omogoča še večjo stabilnost in širši dostop do sodobnih bančnih rešitev.